# Óscar Valdez
Óscar Rafael Valdez Fierro est un boxeur mexicain né le 22 décembre 1990 à Nogales.

## Carrière

### Parcours amateur
Sa carrière amateur est marquée par une médaille de bronze aux championnats du monde à Milan en 2009 dans la catégorie poids plumes.

### Champion du monde professionnel
Le 23 juillet 2016, après 19 victoires consécutives en professionnel, il met KO en 2 rounds Matias Rueda, invaincu en 26 combats, pour devenir champion du monde WBO des poids plumes. Valdez conserve son invincibilité en battant par arrêt de l'arbitre au 7e round Hiroshige Osawa le 5 novembre 2016 puis aux points Miguel Marriaga le 22 avril 2017 et Scott Quigg le 10 mars 2018. Il récidive le 2 février 2019 après sa victoire en 7 rounds contre  Carmine Tommasone et le 8 juin suivant en battant aux points Jason Sanchez avant de laisser sa ceinture vacante. 
Óscar Valdez remporte le 20 février 2021 le titre de champion du monde des poids super-plumes WBC aux dépens de son compatriote Miguel Berchelt par KO au 10e round et le conserve aux points face à Robson Conceição le 11 septembre 2021. Il est en revanche battu par Shakur Stevenson, champion WBO de la catégorie, le 30 avril 2022, ainsi que par Emanuel Navarrete le 12 août 2023.

## Palmarès

### Jeux olympiques
- Qualifié mais battu au 1er tour des Jeux de 2012 à Londres, Angleterre
- Quart de finaliste aux Jeux de 2008 à Pékin, Chine

### Championnats du monde de boxe amateur
- Médaille de bronze en -57 kg en 2009 à Milan,  Italie